# Pseudostegophilus
Pseudostegophilus là một chi cá da trơn thuộc họ Trichomycteridae. Nó gồm hai loài, Pseudostegophilus haemomyzon và Pseudostegophilus nemurus. P. haemomyzon xuất phát từ lưu vực sôn Orinoco ở Venezuela còn P. nemurus được tìm thấy ở lưu vực sông Amazon ở Brasil và Peru. P. haemomyzon có kích thước khoảng 5,7 centimet (2.2 in). P. nemurus grows to about 15.0 cm (5.9 in) TL.